# Comuna Sofiivka, Pervomaisk
Sofiivka (în ucraineană Софіївка) este o comună în raionul Pervomaisk, regiunea Mîkolaiiv, Ucraina, formată din satele Bohoslovka și Sofiivka (reședința).

## Demografie
Componența lingvistică a comunei Sofiivka
     Ucraineană (93,54%)
     Rusă (4,65%)
     Română (1,11%)
     Alte limbi (0,49%)
Conform recensământului din 2001, majoritatea populației comunei Sofiivka era vorbitoare de ucraineană (93,54%), existând în minoritate și vorbitori de rusă (4,65%) și română (1,11%).